# Diana López
Diana López (Houston, 7 de enero de 1984) es una deportista estadounidense que compitió en taekwondo.
Participó en dos Juegos Olímpicos de Verano en los años 2008 y 2012, obteniendo una medalla de bronce en la edición de Pekín 2008 en la categoría de –57 kg. Ganó dos medallas en el Campeonato Mundial de Taekwondo en los años 2005 y 2007, y una medalla en el Campeonato Panamericano de Taekwondo de 2002.

## Palmarés internacional
| Juegos Olímpicos        | Juegos Olímpicos | Juegos Olímpicos  | Juegos Olímpicos |
| Año                     | Lugar            | Medalla           | Categoría        |
| ----------------------- | ---------------- | ----------------- | ---------------- |
| 2008                    | Pekín (China)    | Medalla de bronce | –57 kg           |
| Campeonato Mundial      |                  |                   |                  |
| Año                     | Lugar            | Medalla           | Categoría        |
| 2005                    | Madrid (España)  | Medalla de oro    | –59 kg           |
| 2007                    | Pekín (China)    | Medalla de bronce | –59 kg           |
| Campeonato Panamericano |                  |                   |                  |
| Año                     | Lugar            | Medalla           | Categoría        |
| 2002                    | Quito (Ecuador)  | Medalla de oro    | –59 kg           |